# Dexagóridas
Dexagóridas (muerto en 195 a. C.) era el comandante conjunto espartano del puerto de Gitión. Durante la Guerra contra Nabis, los romanos y sus aliados sitiaron Gitión. Después de unos días de lucha, Dexagóridas mandó decir a un legado romano que estaba dispuesto a rendir la ciudad; pero cuando el comandante de la guarnición, Gorgopas, supo de esto, mató a Dexagóridas con sus propias manos. La guarnición logró ofrecer resistencia durante unos días hasta la llegada del comandante en jefe romano, Tito Quincio Flaminino, con refuerzos. Gorgopas se rindió con la condición de que pudiera volver con su guarnición a Esparta.